# Jean-François Séguier

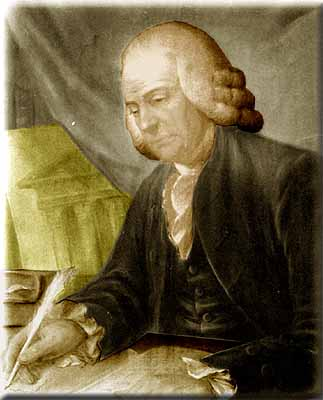

Jean-François Séguier (Nîmes, 25 novembre 1703 – Nîmes, 1º settembre 1784) è stato un naturalista e studioso francese.

## Biografia
Jean-François Séguier nacque in una famiglia agiata: il padre, infatti, occupava un ruolo di prestigio nella magistratura di Nîmes. Da piccolo studiò al collegio dei gesuiti, dove ben presto si distinse per la sua intelligenza e per l'amore per lo studio, e acquisì una conoscenza perfetta del latino. Fin da adolescente iniziò a collezionare e studiare le monete antiche, e si interessò presto anche di botanica, grazie agli insegnamenti del medico Pierre Baux, suo concittadino.
Il padre, desideroso di riservare il proprio posto di magistrato per il figlio, lo inviò a Montpellier per studiare diritto. La città era da tempo famosa per lo studio della medicina e della botanica; qui il giovane studente frequentò assiduamente le lezioni di botanica tenute all'aperto da Aymé-François Chicoyneau, ma non per questo trascurò gli studi di diritto, obbedendo agli ordini del padre.
Terminati gli studi, rientrò a Nîmes dove, cedendo alle sollecitazioni paterne, entrò nella magistratura cittadina, fino a quando il suo destino fu cambiato da un evento imprevisto. Nel 1732, il marchese Scipione Maffei, uno studioso veronese, arrivò a Nîmes attirato dai monumenti di epoca romana. Avendo bisogno di un conoscitore dell'antichità per fargli da guida durante il soggiorno, chiese a chi avrebbe potuto rivolgersi e gli fu indicato Jean-François Séguier. Colpito dall'intelligenza del giovane e dalla vastità delle sue conoscenze, decise di condurlo con sé nel suo viaggio attraverso l'Europa, vincendo non poche resistenze da parte della famiglia.
La loro prima tappa fu Parigi, dove Séguier decise di occuparsi per alcuni mesi della classificazione dell'erbario del Jardin du roi, che contava all'epoca più di 22.000 esemplari di piante essiccate, ma che versava in uno stato di grande disordine.
Dopo un soggiorno piuttosto lungo a Parigi, i due viaggiatori visitarono l'Inghilterra, i Paesi Bassi, la Germania e l'Austria. Mentre si trovava a Vienna, Séguier si impegnò anche nel campo dell'astronomia, e cercando di osservare il passaggio di Mercurio sul Sole e l'occultamento di Venere da parte della Luna, scoprì una nuova cometa. In seguito Séguier e Maffei visitarono Roma e l'Italia, dedicandosi soprattutto all'archeologia, raccogliendo antiche iscrizioni e monete.
Infine, Maffei ritornò a stabilirsi a Verona, sua città natale, con il suo ormai inseparabile amico. Qui Séguier, per più di vent'anni, esplorò la pianura, le colline e prealpi venete, raccogliendo piante e minerali, ma anche i fossili di Bolca, che studiò a lungo. Fu durante il soggiorno veronese che Séguier pubblicò le opere che lo resero celebre ai suoi contemporanei: Bibliotheca botanica (1740) e i tre volumi di Plantae Veronenses (pubblicati tra il 1745 ed il 1754). Inoltre collaborò con Maffei nel suo lavoro chiamato Museum Veronense.
In seguito alla morte di Maffei, avvenuta nel 1755, Séguier fece ritorno alla sua città natale, portando con sé grandi collezioni di varia natura (iscrizioni antiche, monete, minerali, fossili, piante e conchiglie), che custodì in una dimora che si fece costruire nella periferia di Nîmes. In quella casa visse negli ultimi trent'anni della sua vita, intrattenendo rapporti epistolari con numerosi studiosi della sua epoca: tra gli altri, il fisico ed entomologo René-Antoine Ferchault de Réaumur, il geologo Barthélemy Faujas de Saint-Fond, lo scrittore Antoine Court de Gébelin.

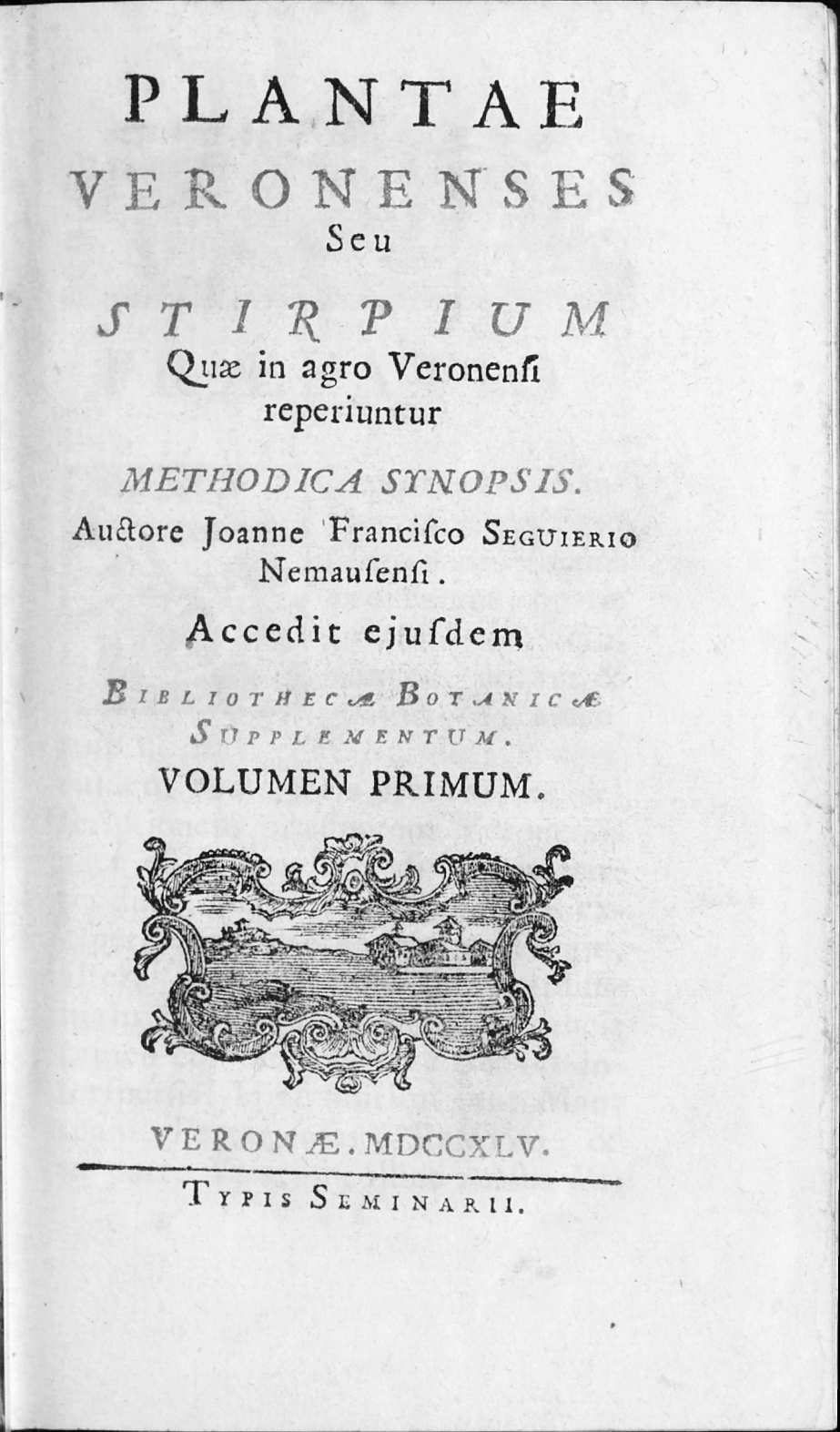
Plantae veronenses, 1745

Nel 1758, collaborando con Léon Ménard, riuscì a ricostruire il testo dell'iscrizione della Maison Carrée, un tempio di epoca romana, basandosi sulla posizione dei fori nei quali erano fissate anticamente le lettere in metallo. In seguito si occupò del restauro del monumento, guidandone i lavori. Scrisse il Recueil des Inscriptions antiques, un lavoro immenso rimasto però inedito: si tratta di un catalogo di tutte le iscrizioni antiche già pubblicate, ma sparse in un gran numero di raccolte. Nel 1772 è stato nominato associato dell'Académie des inscriptions et belles-lettres.
Morì improvvisamente il 1º settembre 1784, all'età di 81 anni, lasciando in eredità la sua dimora e le sue collezioni all'Accademia di Nîmes. La maggior parte di queste collezioni, sopravvissuta alla furia della rivoluzione e all'incuria degli uomini nei decenni successivi, è al giorno d'oggi custodita nel museo di storia naturale della città francese.
In onore di Séguier, Pehr Loefling, un botanico svedese, ha dato il nome di Seguieria ad un genere di arbusti della famiglia delle Phytolaccaceae. Altre piante portano un epiteto in memoria di Séguier, ad esempio Ranunculus seguieri, un ranuncolo alpino.

## Opere
- (LA) Bibliotheca botanica, Den Haag, Jean Neaulme, 1740.
- (LA) Plantae veronenses, vol. 1, Verona, Tipografia del Seminario, 1745.
- (LA) Plantae veronenses, vol. 2, Verona, Tipografia del Seminario, 1745.

| Ség. è l'abbreviazione standard utilizzata per le piante descritte da Jean-François Séguier. Consulta l'elenco delle piante assegnate a questo autore dall'IPNI. |